# Končistá
Le Končistá  est un sommet de la Slovaquie et de la chaîne des Hautes Tatras qui appartient aux montagnes des Carpates occidentales. Il culmine à 2 538 mètres d'altitude.

## Première ascension
La première ascension connue date de 1874 et fut réalisée par A. Münich.